# Стив Джобс (филм)
„Стив Джобс“ (на английски: Steve Jobs) е американски биографичен драматичен филм от 2015 г. на режисьора Дани Бойл. Сценарият, написан от Арън Соркин, е базиран на едноименната книга от 2011 г. на Уолтър Айзъксън. Премиерата на филма е на 5 септември 2015 г. на кинофестивала в Телюрайд.

## Сюжет
Внимание:  Текстът по-долу разкрива сюжета на произведението (или части от него)!
Филмът се концентира върху взаимоотношенията на Стив Джобс (Майкъл Фасбендер) с неговите приятели, близки и колеги. Тези взаимоотношения са представени чрез разговори между тях преди появата на Стив Джобс пред публика с цел представяне на нови технологични продукти.
Основният акцент е поставен върху взаимоотношенията баща – дъщеря, като Джобс първоначално отрича да е биологичен баща на дъщеря си, а впоследствие е упрекван от колеги и близки, че не е добър родител. Обръща се внимание и на споровете му със Стив Возняк (Сет Рогън), както и с бившия изпълнителен директор на Apple - Джон Скъли (Джеф Даниелс).

## Актьорски състав
| Актьор              | Роля              |
| ------------------- | ----------------- |
| Майкъл Фасбендър    | Стив Джобс        |
| Кейт Уинслет        | Джоана Хофман     |
| Сет Роугън          | Стийв Возняк      |
| Джеф Даниълс        | Джон Скъли        |
| Катрин Уотърстън    | Крисан Бренан     |
| Майкъл Стълбарг     | Анди Херцфелд     |
| Макензи Мос         | Лиса Бренан-Джобс |
| Рипли Собо          | Лиса Бренан-Джобс |
| Перла Хейни-Джардин | Лиса Бренан-Джобс |
| Сара Снук           | Андреа Кънингам   |

## Награди и номинации
| Категория                              | Номиниран(и)                | Резултат                    |
| Оскар (28 февруари 2016 г.)            | Оскар (28 февруари 2016 г.) | Оскар (28 февруари 2016 г.) |
| -------------------------------------- | --------------------------- | --------------------------- |
| Най-добра мъжка роля                   | Майкъл Фасбендър            | номинация                   |
| Най-добра поддържаща женска роля       | Кейт Уинслет                | номинация                   |
| Награда на БАФТА (14 февруари 2016 г.) |                             |                             |
| Най-добра актриса в поддържаща роля    | Кейт Уинслет                | награда                     |
| Най-добър адаптиран сценарий           | Арън Соркин                 | номинация                   |
| Най-добър актьор в главна роля         | Майкъл Фасбендър            | номинация                   |
| Златен глобус (10 януари 2016 г.)      |                             |                             |
| Най-добър сценарий                     | Арън Соркин                 | награда                     |
| Най-добра актриса в поддържаща роля    | Кейт Уинслет                | награда                     |
| Най-добър актьор в драматичен филм     | Майкъл Фасбендър            | номинация                   |
| Най-добра филмова музика               | Даниъл Пембертън            | номинация                   |
| Сателит (21 февруари 2016 г.)          |                             |                             |
| Най-добър адаптиран сценарий           | Арън Соркин                 | награда                     |
| Най-добър филмов монтаж                | Елиът Греъм                 | номинация                   |
| Най-добър актьор                       | Майкъл Фасбендър            | номинация                   |
| Най-добра актриса в поддържаща роля    | Кейт Уинслет                | номинация                   |
| Емпайър (20 март 2016 г.)              |                             |                             |
| Най-добър сценарий                     | Арън Соркин                 | номинация                   |
| Най-добър актьор                       | Майкъл Фасбендър            | номинация                   |